# منتخب غرينادا للكريكت
منتخب غرينادا للكريكت (بالإنجليزية: Grenada national cricket team)‏ هو الفريق الوطني الرسمي و ممثل غرينادا الرسمي في المنافسات الدولية في الكريكت .